# Fenyő Iván (színművész)
Fenyő Iván (Budapest, 1979. június 15. –) magyar színész.

## Életpályája
A színjátszással Földessy Margit stúdiójában került először közelebbi kapcsolatba, majd ezt követően az Új Színház Stúdiójában tanult, illetve játszott. 2003-ban diplomázott a Színház- és Filmművészeti Főiskolán. Diplomamunkáját Anthony Hopkinsból írta.
Tanulmányai elvégzése után a Budapesti Katona József Színházhoz szerződött, majd szabadúszó lett.
Később inkább a filmes szakma felé fordult, és több játékfilmben is szerepelt. 2005-ben Sam Mendes Oscar-díjas amerikai rendező háborús filmjében a Bőrnyakúakban, Pinko tengerészgyalogost alakította. 2019 novemberében főszerepet kapott a TV2 napi családi vígjátéksorozatában, a Mintaapákban mint Szalay Géza, az exfocista, aki nem tudja elfogadni zátonyrafutott házasságát. 2020 májusában a SorozatWiki bejelenztette, hogy a színész és a sorozat közti szerződést felbontották és nem hosszabbították meg, így lejártnak tekintik az ügyet. Szalay Géza karaktere maradt, de nem Ivánnal folytatódott tovább. 

### Magánélete
Öt évig élt együtt Jordán Adél színésznővel.

## Szerepei

### Főbb színházi szerepei
- Ferdiscsenko (Dosztojevszkij: A félkegyelmű)
- Rendőr (Spiró: Koccanás)
- Leilo, bolognai (Goldoni: Leselkedők)
- Nyilas (Sánta F.: Az ötödik pecsét)
- A főúr (Brecht: Puntila úr és szolgája, Matti)
- színész (Dzsessztetés)
- Lysander (Shakespeare: Szentivánéji álom)
- Egyenruhás Dés László – Nemes István: Valahol Európában
- Henker Frigyes (Hubay – Vas – Ránki: Egy szerelem három éjszakája)
- Presser – Sztyevanovity – Horváth: A padlás (Üteg)
- Damis, Orgon fia (Molière: Tartuffe)
- Borkin (Csehov: Ivanov)
- Zongorista (Dzsesztetés-Mi ez a hang?)

### Főbb filmes és tévés munkái
- Jerry (Az öt zsaru – 1998)
- Kisorosz (bringás) (Magyar szépség – 2002)
- Fenyő Miksa (Nyugat 100)[4]
- Rendőr (A miskolci boniésklájd – 2004)
- Pinko (Bőrnyakúak – 2005)
- Tamás (Kútfejek – 2006)
- Szabó Karcsi (Szabadság, szerelem – 2006)
- Tomi (S.O.S. szerelem! – 2007)
- Dávid (9 és ½ randi – 2008)
- Vendégszínész (Beugró – 2008)
- Röné (Made in Hungaria – 2009)
- Újságíró (Így ahogy vagytok – 2010)
- Rikner Mihály (Éji séták és éji alakok – 2010)
- Polgárdy (Casino – 2011)
- Koronka százados (Kossuthkifli – 2015)
- Ács János (Veszettek – 2015)
- Bőgös Bandi (Korhatáros szerelem – 2017–2018)
- Pszichológus (Drága örökösök – 2019)
- Narrátor (Szigorúan titkos – 2019)
- Géza (Mintaapák – 2019–2020)
- Lóránt (A legjobb tudomásom szerint – 2021)
- Lackó (Pepe – 2022–2023)
- Bota (Halo – 2022)
- Pataky András (Magasságok és mélységek – 2022)
- Teuton lovag (Aranybulla – 2022)

### Szinkronszerepei
- Drót – Preston 'Bodie' Broadus (J. D. Williams)[5]
- Török csel – Eraszt Petrovics Fandorin (Jegor Berojev)
- Deadpool (2016): Ed Skrein: Ajax
- Alita: A harc angyala (2019): Ed Skren: Zapan

### Rádiójátékok
- Lanczkor Gábor: A malária (2012)

### CD-k és hangoskönyvek
- Az vagy nekem...
- Karácsonyi ajándék

### Könyv
• Észlelések – Avagy egy gondolkodó ember naplója (2014)

## Érdekesség
A Bőrnyakúak (Jarhead) forgatásán két hónapos katonai kiképzésen vett részt, ahol ugyanazokat a feladatokat kellett megcsinálnia, mint az Irakban szolgáló katonáknak.